# 2002 en littérature
| Années de la littérature : 1999 - 2000 - 2001 - 2002 - 2003 - 2004 - 2005    |
| Décennies de la littérature : 1970 - 1980 - 1990 - 2000 - 2010 - 2020 - 2030 |

Cet article présente les faits marquants de l'année 2002 en littérature.

## Évènements
- La poète canadienne Denise Desautels quitte ses fonctions de vice-présidente de l’Académie des lettres du Québec, prises en 1996.
- Septembre : Fondation de la maison d'édition francophone Le Quartanier par Éric de Larochellière et Christian Larouche à Montréal, au Québec. Ses livres sont distribués au Canada et en France.

## Presse
1. Le Guide de la Presse, ouvrage collectif de plus de 1 200 pages, Alphom, Paris

## Parutions

### Bande dessinée
1. Alex Barbier, Autoportrait du vampire d'en face, éd. Fremok, coll. Amphigouri.
2. Masashi Kishimoto (japonais), Naruto, volumes 1,2,3,4, éd. Shonen Kana.

### Biographies
1. Françoise Giroud : Lou. Histoire d'une femme libre, éd. Fayard. Biographie de Lou Andreas-Salomé.

### Essais
- Chahdortt Djavann (irano-française) : Je viens d’ailleurs.
- Andrea Dworkin, Heartbreak : the political memoir of a feminist militant, New York, Basic Books, 2002
- Michel Maffesoli (universitaire), La Part du diable, éd. Flammarion.
- Jean-Pierre Cartier, Rachel Cartier et Anne-Sophie Novel, Pierre Rabhi, le chant de la Terre, éd. La Table ronde, 248 p.
- Blandine Verlet, L’offrande musicale, éd. Desclée de Brouwer, 178 p.

#### Géopolitique
- Anne-Marie Blondeau et Katia Buffetrille (dir.), Le Tibet est-il chinois ?, éd. Albin Michel.
- Christophe Jaffrelot (dir.), La Pakistan, carrefour de tensions régionales, éd. Complexe, 143 p..
- Gilles Kepel, Chronique d’une guerre d’Orient, éd. Gallimard.
- Claude B. Levenson, Tibet, otage de la Chine, éd. P. Piquier.
- Françoise Pommaret, Le Tibet, une civilisation blessée, éd. Gallimard, coll. « Découvertes Gallimard / Histoire » (no 427).
- Jean-Pierre Thiollet, Beau linge et argent sale : fraude fiscale internationale et blanchiment des capitaux, éd.Anagramme.

#### Histoire
- Philippe Contamine, Le Moyen Âge, le roi, l'Église, les grands, le peuple, éd. Le Seuil.
- Jacques Dalarun, Le Moyen Âge en lumière, éd. Fayard, 400 p.
- Christiane Desroches Noblecourt, La reine mystérieuse, Hatchepsout, Éd. Pygmalion  (ISBN 2-7441-5818-6)
- Madeleine Ferrières, Histoire des peurs alimentaires, éd. Le Seuil, 480 p.
- Giles Milton, Les aventuriers de la reine, éd. Payot, 382 p.
- Guy Pervillé, Pour une histoire de la guerre d'Algérie, éd. Picard.
- Jean-Christophe Petitfils, Le Véritable d'Artagnan, éd. Taillandier, coll. Texto.
- Sous la direction de Claude Gauvard, d'Alain de Libera et de Michel Zink : Dictionnaire du Moyen Âge, éd. Presses Universitaires de France, 1.650 p.
- Dominique Venner, Histoire et tradition des Européens : 30 000 ans d'identité, Éd. du Rocher, 273 p.  (ISBN 978-2-268-04162-9).

#### Littérature
- Olivier Corpet et Emmanuelle Lambert, Alain Robbe-Grillet, le voyageur du Nouveau Roman : Chronologie illustrée 1922-2002, éd. IMEC, 128 p..
- André Glucksmann, Dostoïevski à Manhattan, éd. Robert Laffont, 278 p..
- Julien Gracq, Entretiens, éd. José Corti.
- Thierry Marin, Les deux versants de l’œuvre de J.M.G. Le Clézio : Des miroirs fous au visage indien, éd. Presses universitaires du Septentrion, 1.059 p..
- Nuala O'Faolain (irlandaise), On s'est déjà vu quelque part ?. Chroniques
- William Shakespeare (1564-1616), sous la direction de Jean-Michel Déprats et Gisèle Venet :
  - Œuvres complètes. Tragédies (tome 1), éd. Gallimard, coll. La Pléaïde, 1 526 p..
  - Œuvres complètes. Tragédies (tome 2), éd. Gallimard, coll. La Pléaïde, 1 609 p..
- Marie-France Tristan, La Scène de l’écriture : essai sur la poésie philosophique du Cavalier Marin, (1569-1625), Préf. Yves Hersant, Paris, Champion,  (ISBN 2-74530-670-7)

#### Philosophie
- Günther Anders, L'Obsolescence de l'homme, Éditions Ivrea en coédition avec les Éditions de l'Encyclopédie des Nuisances.
- Patrick Dubois, Le Dictionnaire de Ferdinand Buisson, éd. Lang  (ISBN 3-906768-10-4).
- Bernard-Henri Lévy (philosophe), Réflexions sur la Guerre, le Mal et la fin de l’Histoire.
- Michela Marzano (philosophe), Penser le corps, éd. P.U.F.
- Pierre-André Taguieff (philosophe), Résister au bougisme, éd. Mille et une nuits, 212 p..
- Pierre-André Taguieff (philosophe), La Nouvelle Judéophobie, éd. Mille et une nuits, 240 p..

#### Politique
- Hervé Algalarrondo, La Gauche et la préférence immigrée, éd. Plon, coll. Tribune libre, 152 p..
- Guy Burgel, Le Miracle athénien au XXe siècle, éd. du CNRS.
- Thérèse Delpech, La Politique du chaos : l'autre face de la mondialisation, éd. Grasset.
- Gabriel Galice, Du Peuple Nation, préface de Jean-Pierre Chevènement, éd. Mario Mella.
- Bernard Guetta, L'Europe fédérale, éd. Grasset - Les Échos, Pour & contre, 138 p..
- Pierre Milza, L'Europe en chemise noire [détail des éditions].
- Philippe Nemo (philosophe), Histoire des idées politiques aux Temps modernes et contemporains, éd. P.U.F..

#### Politique en France
- Gilles Gaetner, Le Piège. Les réseaux financiers de Pierre Falcone, éd. Plon, 280 p..
- Gilles Gaetner, Monsieur Halphen, vous n'avez pas tout dit…, éd. Lattès, 114 p..
- collectif, dir. Emmanuel Brenner, Les Territoires perdus de la République : Milieu scolaire, antisémitisme, sexisme, éd. Les Mille et une nuits', 238 p..
- Jean-Pierre Thiollet, Les Dessous d'une Présidence, Anagramme éditions, 160 p..

#### Sociologie et psychologie
- Sylviane Agacinski, Politique des Sexes, éd. Le Seuil. Sur la question de la différence et du différend sexuels dans la démocratie.
- Olivier Assouly, Les Nourritures divines. Essai sur les interdits alimentaires, éd. Actes Sud.
- Michael Gurian, Ce qu'il y a de formidable chez les garçons, éd. Albin Michel.
- Jean-Claude Kaufmann, La Trame conjugale : Analyse du couple par son linge, éd. Pocket, coll. Best, janvier, 258 p.,  (ISBN 978-2-266-12247-4).
- Élisabeth Roudinesco, La Famille en désordre, éd. Fayard, 250 p...
- Maïté Sauvet, De l'insatisfaction masculine. Les hommes sont-ils heureux ?, éd. Jouvence

### Livres d'art et sur l'art
1. Patrick Favardin, Scènes d'intérieur. Aquarelles de la collection Mario Praz et Chigi, Paris, Éditions Norma, 2002  (ISBN 978-2-909283-73-9)
2. Patrick Favardin, Les décorateurs des années 1950, Paris, Éditions Norma, 2002  (ISBN 978-2-909283-61-6)

### Poésie
1. Jean-Michel Maulpoix : Chutes de pluie fine, Mercure de France.

### Publications
1. Laurence Boccolini, Méchante, éd. Le Cherche midi, coll. « Le Sens de humour »,  (ISBN 978-2-7491-0046-3)
2. Bénédicte Bachès et Michel Bachès, Agrumes, comment les choisir et les cultiver facilement, éd. Eugen Ulmer, coll. « Cultiver facile », 96 p.,  (ISBN 2841381323).
3. Jean-Marie Pelt, Les Épices, éd. Fayard.
4. Jean-Marie Pelt, L’Avenir droit dans les yeux, éd. Fayard.
5. Thierry Roland et Dominique Grimault, Coupe du monde de football 2002, éd. Solar, juillet, 144 p..

### Romans
Tous les romans parus en 2002

#### Auteurs francophones
1. Eliette Abécassis, Mon père.
2. Carole Achache, L'Indienne de Cortés, éd. Robert Laffont, 240 p, 2002  (ISBN 978-2-221-09720-5)[1].
3. Dominique Barbéris, Les Kangourous, éd. Gallimard.
4. Philippe Besson, L'Arrière-saison, éd. Julliard.
5. Philippe Delerm, Le Buveur de temps, éd. Le Rocher.
6. Jean Echenoz, Au piano, Les Éditions de Minuit
7. Anne F. Garréta, Pas un jour, éd. Grasset, 240 p. – Prix Médicis 2002.
8. Patrick Grainville, L'Atlantique et les Amants, éd. du Seuil.
9. Joseph Joffo, La Guerre à l'italienne, éd. du Rocher.
10. Marc-Édouard Nabe, Alain Zannini, éditions du Rocher, 811 p.
11. Pascal Quignard, Les Ombres errantes (Dernier royaume, tome 1), éd. Grasset, 192 p. – Prix Goncourt 2002.
12. Theresa Révay, Livia Grandi ou le souffle du destin (premier roman), éd. Poket roman,  (ISBN 978-2-7144-3826-3).
13. Olivia Rosenthal, L'Homme de mes rêves ou les mille travaux de Barnabé le sage devenu Barnabé le bègue à la suite d'une terrible mésaventure qui le priva quelques heures durant de la parole, Paris, Verticales, 2002  (ISBN 2-84335-137-5)
14. Gonzague Saint-Bris, Les Vieillards de Brighton, éd. Grasset, 331 p. – Prix Interallié 2002.
15. Romain Sardou, Pardonnez nos offenses.
16. Jean-Marie Selosse, L'Arbre de proie, éd. Italiques, 216 p.. Sur la guerre d'Algérie.
17. Christophe Spielberger, La Vie triée, éd. Nicolas Phillippe.
18. Anne Wiazemsky, Sept garçons.

#### Auteurs traduits
- Apostolos Doxiadis (grec), Oncle Petros et la conjecture de Goldbach, éd. Le Seuil, 204 p.
- Umberto Eco (trad. Jean-Noël Schifano), Baudolino, Bernard Grasset, 557 p.
- Naguib Mahfouz (égyptien), Propos du matin et du soir, éd. Sindbad-Actes Sud, coll. Les littératures contemporaines : La bibliothèque arabe. Prix Nobel de littérature de 1988.
- Dorota Masłowska (polonaise), Polococktail Party (Wojna polsko-ruska pod flagą biało-czerwoną, 1983), Éd. Noir sur Blanc,  (ISBN 978-2-88250-139-4).
- Ian McEwan (anglais), Amsterdam. Man Booker Prize 1998.
- Richard Russo (américain), Le déclin de l'empire Whiting, éd. La Table ronde, septembre, 528 p., a obtenu le prix Pulitzer 2002.
- Bernhard Schlink (allemand), Le Retour, traduit par Bernard Lortholary, éd. Gallimard, octobre, 403 p.,  (ISBN 978-2-07-042526-6).
- Don Winslow (américain), Du feu sous la cendre, éd. Belfond.
- Stefan Zweig (autrichien, 1881-1942), La Pitié dangereuse, traduit par Alzir Hella, éd. Grasset, coll. Les Cahiers rouges, 383 p..

#### Livres pour la jeunesse
1. Ariane Carrère, Les Romans de la Table ronde, éd. Hatier, coll. Les Classiques, 128 p..
2. Anna Gavalda, Frédéric Rébéna (illustrations), 35 kilos d'espoir, éd. Bayard Jeunesse, 96 p..
3. Catherine Mathelin et Bernadette Costa-Prades : Comment survivre en famille, éd. Albin Michel Jeunesse, mars, 128 p.,  (ISBN 978-2-226-12849-2).
4. Marguerite Yourcenar (1903-1987) et Georges Lemoine (illustrations) : Comment Wang-Fô fut sauvé, éd. Gallimard Jeunesse, avril, 39 p.,  (ISBN 978-2-07-053887-4).

### Théâtre
1. Astrid Veillon et Éric Delcourt : La Salle de bain, adaptée pour le cinéma en 2004.

## Décès
- 17 janvier : Camilo José Cela, écrivain espagnol, lauréat du Prix Nobel de littérature de 1989 (° 11 mai 1916).
- 18 mars : Raphael Aloysius Lafferty, écrivain américain de science-fiction, mort à 87 ans.
- 5 avril : José Manuel Arango, poète et philosophe colombien, mort à 64 ans.
- 15 avril : Damon Knight, écrivain américain de science-fiction et de fantasy, mort à 79 ans.
- 27 avril : George Alec Effinger, écrivain américain de science-fiction, mort à 55 ans.
- 29 avril : John Middleton Murry, Jr., écrivain britannique de science-fiction, mort à 75 ans.
- 18 août : Ričardas Gavelis, écrivain lituanien (° 8 novembre 1950).
- 12 septembre : Lloyd Biggle, Jr., écrivain américain de science-fiction et de fantasy, mort à 79 ans.
- 21 octobre : Charles Bertin, écrivain belge, mort à 83 ans.
- 2 novembre : Charles Sheffield, écrivain britannique de science-fiction, mort à 67 ans.